# Alfons van Tous
Alfons van Tous werd in 1396 de twaalfde president van de Generalitat van Catalonië, als opvolger van Michiel van Santjoan die voor een diplomatieke missie van onbepaalde duur naar Sicilië vertrokken was.

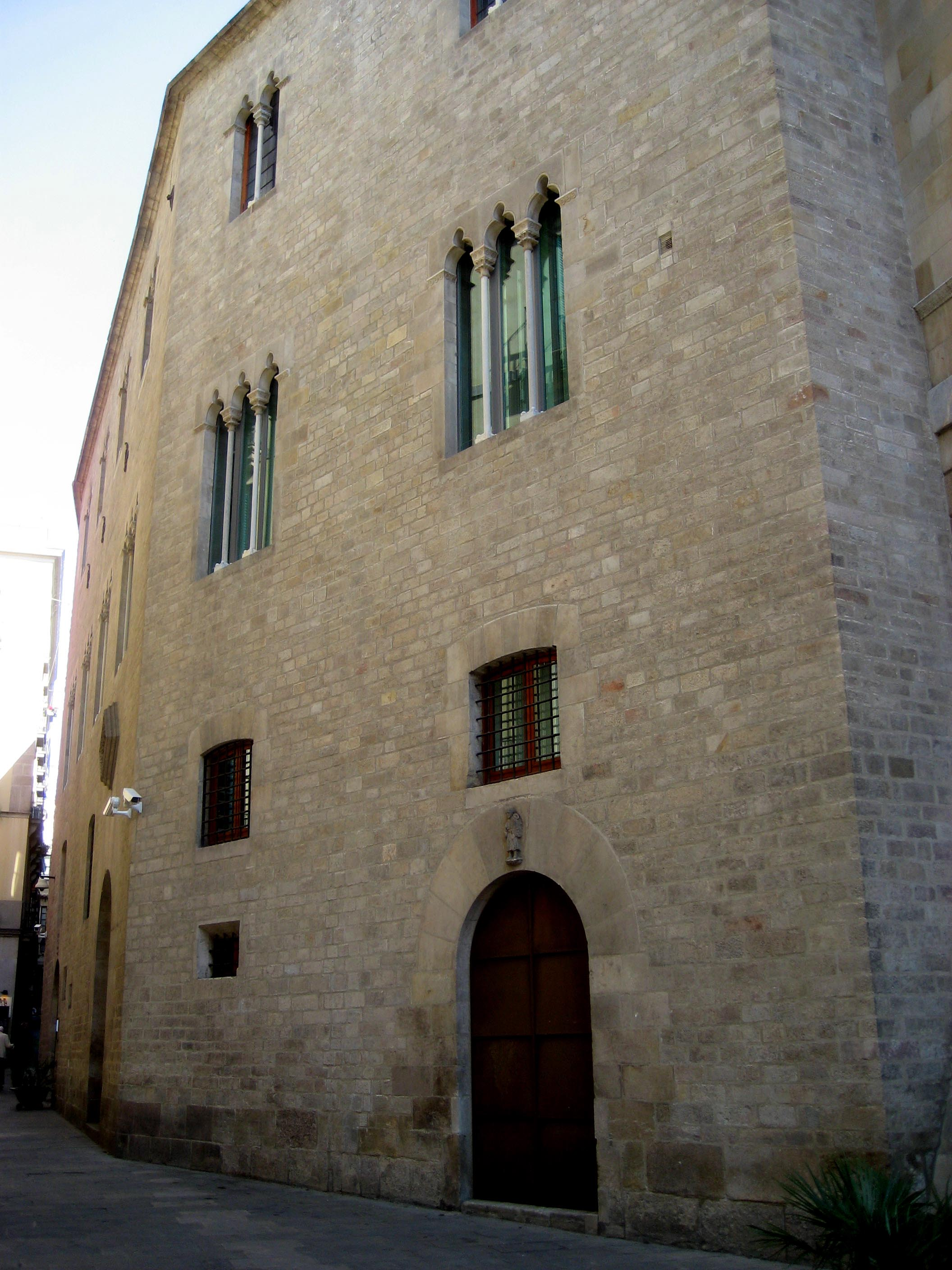
Gevel uit de vroege 15de eeuw van het Paleis van de Generalitat in Barcelona

Hij was doctor van de Universiteit Lleida en afkomstig uit de lagere adel. Tijdens zijn studies werd hij al een prebende van het kapittel van Tortosa. Later werd hij pastoor van de Sint-Mattheuskerk. In 1387 gaat hij in dienst van Benedictus XIII als ambassadeur bij het hof van Castilië in een poging een oplossing de vinden voor het Westers Schisma. Hij was ook adviseur bij koning Maarten I van Catalonië-Aragon. Zijn vele afwezigheden in het prinsdom Catalonië door die cumulatie van functies werden hem niet in dank afgenomen. Ten minste vanaf 1396 wordt hij pastoor van església Santa Maria del Pi in Barcelona, een functie die doorgaans diende als opstapje naar hogere functies. In 1400 kocht hij een gebouw dat hij tot Paleis van de Generalitat zou laten ombouwen. Het is tot op heden de zetel van de president gebleven, met uitzondering van de periodes waarin de instelling door de Spaanse kroon en door dictator Francisco Franco opgeheven was. In 1408 wou Maarten I hem het Bisdom Barcelona geven, maar de paus gaf de voorkeur aan Francesc van Blanes. Als troost kreeg hij in 1409 het bisdom Elne en in 1410 het bisdom Vic. Hij zorgde voor een administratieve hervorming en verplichtte alle parochies een doopregister bij te houden. Hij werd voorzitter van de Corts Catalanes van Montblanc in 1414, waartijdens hij er bij de koning onder meer op aandrong op maatregelen tegen de corruptie en voor een betere administratie.